# Edulfamid Molina Díaz
Edulfamid Molina Díaz (Corinto, Colòmbia, 4 d'agost de 1939 - Cali, 4 de juny de 1998) fou un cantautor colombià de música tropical i salsa. Conegut en el món artístic com Piper Pimienta, el seu particular estil de ballar li van reportar fama de gran ballarí.

## Biografia

### Primers anys
Piper Pimienta va néixer a Colòmbia a La Paila al municipi de Corinto, Departament del Cauca. La seva infància es va desenvolupar a la ciutat de Cali al populós i tradicional Barrio Obrero al qual s'hauria desplaçat amb la seva família a molt curta edat. En la seva joventut va realitzar diversos oficis que no estaven relacionats amb la música però els seus dots de ballarí i la seva veu el van portar a participar en diferents concursos d'aficionats.

### Carrera musical
Piper Pimienta, va iniciar la seva carrera artística en 1961 com a integrant d'una orquestra de música salsa coneguda com "la Sonora del Pacífico" per passar després a ser part d'una altra petita orquestra anomenada "Los Supremos", on va tenir èxit entre finals de la dècada del 1960 i principis de la dècada del 1970. Precisament, el mateix 1970 Los Supremos van gravar el segon àlbum de salsa colombiana de la història, titulat Atiza, on van reflectir les diverses influències rebudes.
Començant la dècada dels 70 va ser cridat per Julio Ernesto Estrada -Fruko- perquè vocalitzés el segon treball de la seva nova agrupació -Fruko y sus Tesos-, l'àlbum "A la memoria del muerto" de Discos Fuentes, va ser un èxit en les emissores colombianes. Igualment va participar en altres projectes de Juliol Ernesto, entre ells The Latin Brothers, amb el qual va gravar l'èxit més aclaparador de la seva carrera "Les caleñas son com las flors", d'Arturo J. Ospina i que va fer famós el lema "Cali es Cali, lo demás es loma". Altres èxits van ser "Duelo de Picoteros", "Velorio y baile", "Sucesos" i "Buscandote". El 1974 va aparèixer el primer àlbum de l'orquestra The Latin Brothers. El 1977 va passar breument per l'orquestra de Cheche Mendoza i es va escoltar insistentment a la ràdio amb el tema "Per un sol camí" gravat per al segell Discomoda.
A finals de la dècada s'uniria a altres estrelles de renom de la salsa colombiana a l'orquestra Colombian All Star interpretant cançons com Cañizar, Asi se baila, Hombre Hombre, Amor Mezclado, Mosaico del Recuerdo, entre d'altres.
El 1980 amb la disquera Discos Fuentes, va realitzar enregistraments amb Latin Brothers i amb Fruko y sus Tesos en l'àlbum "Las Flores". Va participar en gravacions amb Michi Sarmiento: "Nostàlgia caleña" i amb la Fuentes All Stars amb el tema "Echa pa lante camará" de la seva pròpia autoria. El 1984 va passar a discos FM i amb el suport del Combo Candela va gravar "La guagua" una altra cumbia-salsa. Després va formar la seva pròpia banda sense gaire èxit. Els següents anys els va passar amb la seva orquestra en diferents escenaris de Cali i altres ciutats, on la seva presència singular amb vestit blanc de cap a peus, incloent barret d'ala ampla, recolzat amb els seus dots de ballarí i presentant-se com "El Showman de la salsa ", agradava en els sectors que el recordaven com un gran de la salsa i impulsor de la seva divulgació a Colòmbia.
Durant els anys 80 un fill seu, anomenat John Jairo, va ser assassinat. Va tornar a gravar amb Discos Fonts, el 1990, l'àlbum "Successos". Encara que amb poc èxit a Colòmbia, a Mèxic va tenir acollida el tema "Nunca fuí tan feliz". L'11 de novembre de 1991 un incendi va destruir casa seva, arrasant els seus records i les seves partitures amb tota la seva història musical. Es va veure forçat a cancel·lar una gira per Mèxic.

### Últims anys
Piper Pimienta va viure els seus últims anys afligit per fortes pèrdues de salut. El 1992, una trombosi el va paralitzar mig cos i va haver de recórrer a la caritat dels seus col·legues i de la disquera per costejar les despeses mèdiques. Amb una teràpia intensiva va adquirir un pas vacil·lant, acompanyat d'un bastó, i va seguir cantant on era convidat.
Durant l'últim any de vida va recuperar les seves facultats vocals i va organitzar la seva nova orquestra a la qual va batejar "The Black Brothers". Es presentava en escenaris de Cali i esporàdicament en la televisió peruana. En l'època del seu assassinat estava planejant una gira per Perú, Argentina i Xile, assajava amb la seva orquestra i tenia com a projecte la gravació d'un CD amb un repertori nou, majoritàriament compost per ell, on pensava incloure "La panochera" i "Flor de Cali" que en presentacions personals cantava.

### Assassinat
El 4 de juny de 1998 va ser assassinat de manera violenta a Cali. Pel que sembla, el cobrament d'un deute seria el mòbil del crim. Piper va ser assassinat a casa seva al barri La Rivera, a l'orient de Cali. Quan era al jardí, un desconegut el va atacar a trets i després va fugir en una moto. Les autoritats investigaven la veracitat d'una versió segons la qual recentment Piper va guanyar una demanda a un empresari que no li va pagar a ell i el seu grup artístic presentacions en un establiment.